# Нюрнбергский кодекс
Нюрнбергский кодекс — первый международный документ об этико-правовых принципах проведения медико-биологических исследований на людях. Кодекс предположительно был разработан на основе Руководства проведения экспериментов над людьми 1941 года  и после Нюрнбергского процесса над нацистскими врачами в 1947 году , где был использован в качестве руководства для судей и процитирован в приговоре, лег в основу многих национальных и международных законов, является основой для многих национальных и международных законов .

## Десять принципов кодекса
1. Абсолютно необходимым условием проведения эксперимента на человеке является добровольное согласие последнего. Это означает, что лицо, вовлекаемое в эксперимент в качестве испытуемого, должно иметь законное право давать такое согласие; иметь возможность осуществлять свободный выбор и не испытывать на себе влияние каких-либо элементов насилия, обмана, мошенничества, хитрости или других скрытых форм давления или принуждения; обладать знаниями, достаточными для того, чтобы понять суть эксперимента и принять осознанное решение. Последнее требует, чтобы до принятия утвердительного решения о возможности своего участия в том или ином эксперименте испытуемый был информирован о характере, продолжительности и цели данного эксперимента; о методах и способах его проведения; обо всех предполагаемых неудобствах и опасностях, связанных с проведением эксперимента, и, наконец, возможных последствиях для физического или психического здоровья испытуемого, могущих возникнуть в результате его участия в эксперименте. Обязанность и ответственность за выяснение качества полученного согласия лежит на каждом, кто инициирует, руководит или занимается проведением данного эксперимента. Это персональная обязанность и ответственность каждого такого лица, которая не может быть безнаказанно переложена на другое лицо.
2. Эксперимент должен приносить обществу положительные результаты, недостижимые другими методами или способами исследования; он не должен носить случайный, необязательный по своей сути характер.
3. Эксперимент должен основываться на данных, полученных в лабораторных исследованиях на животных, знании истории развития данного заболевания или других изучаемых проблем. Его проведение должно быть так организовано, чтобы ожидаемые результаты оправдывали сам факт его проведения.
4. При проведении эксперимента необходимо избегать всех излишних физических и психических страданий и повреждений.
5. Ни один эксперимент не должен проводиться в случае, если "a priori" есть основания предполагать возможность смерти или инвалидизирующего ранения испытуемого; исключением, возможно, могут являться случаи, когда врачи-исследователи выступают в качестве испытуемых при проведении своих экспериментов.
6. Степень риска, связанного с проведением эксперимента, никогда не должна превышать гуманитарной важности проблемы, на решение которой направлен данный эксперимент.
7. Эксперименту должна предшествовать соответствующая подготовка, и его проведение должно быть обеспечено оборудованием, необходимым для защиты испытуемого от малейшей возможности ранения, инвалидности или смерти.
8. Эксперимент должен проводиться только лицами, имеющими научную квалификацию. На всех стадиях эксперимента от тех, кто проводит его или занят в нем, требуется максимум внимания и профессионализма.
9. В ходе проведения эксперимента испытуемый должен иметь возможность остановить его, если, по его мнению, его физическое или психическое состояние делает невозможным продолжение эксперимента.
10. В ходе эксперимента исследователь, отвечающий за его проведение, должен быть готов прекратить его на любой стадии, если профессиональные соображения, добросовестность и осторожность в суждениях, требуемые от него, дают основания полагать, что продолжение эксперимента может привести к ранению, инвалидности или смерти испытуемого.